# Падмасамбхава
Падмасамбха́ва или още Падма Самбхава (санскрит: Падмакара; тибетски: པདྨ་འབྱུང་གནས།, уайли транслитерация: пад+ма 'бюнг гнас; монг. Бадамжунай; кит.: 蓮花生大士), което означава Роденият в Лотус) e индийски будистки учител, пренесъл Ваджраяна в Бутан, Тибет и съседните им страни през 8 век. В тези страни той е по-известен като Гуру Ринпоче („Скъпоценният Учител“), а също и като Гуру Падма, Лопон Ринпоче, Пема Джунгне, Пема Тутрин, Падмакара, Орджиен Гуру, Падум, Сароруха Ваджра. В линията Нингма на тибетския будизъм, чийто основател е Падмасамбхава, той се разглежда като втори Буда на нашето време. Той казва: „Моят баща е присъщото осъзнаване Самантабхадра (девангари: समन्तभद्री; тибетски: ཀུན་ཏུ་བཟང་མོ, уайли: кун ту бзанг мо). Моята майка е най-висшата сфера на реалността Самантабхадри (санскрит; тиб. ཀུན་ཏུ་བཟང་མོ, Кунтузангмо). Аз принадлежа на кастата на недвойствеността на сферата на осъзнаване. Моето име е Славния роден от лотос. Аз съм от неродената сфера на всички явления. Аз консумирам понятията за дуалността като моя диета. Аз действам по начина на Будите на трите времена.“
Името на неговата чиста земя е Цангдок Палри (Медно-цветната планина).
Той също така е считан за еманация на Буда Амитаба и традиционно е почитан като „Втори Буда“. Той се ражда в семейство на брамини в Северозападна Индия.

## Живот и учения
Съгласно традицията Падмасамбхава се въплъщава като осемгодишно дете, което се появява в лотосов цвят, плаващ в езерото Данакоша в кралство Удияна в древна Индия, обикновено определяно като долината Суат в днешен Пакистан в Южна Азия, докато някои автори предполагат, че това е в днешен Афганистан. Бездетния местен крал на Удияна разпознава неговите специални качества и го избира, за да управлява кралството, но той напуска Удияна и отива в северните части на Индия. В град Ревалсвар, познат като Тсо Пема на тибетски език, той тайно преподава тантрически учения на Мандарава, дъщерята на местния крал. Кралят разбира това и се опитва да го изгори на клада, но се казва, че когато пушека изчезнал той останал непокътнат и медитиращ. Кралят предложил на Падмасамбхава своето кралство и Мандарава за жена. Той напуснал кралството с Мандарава, а по-късно в Пещерата Маратика в Непал, след практикуване на тайни ритуали като тантрични партньори имат видение с Буда Амитаюс и двамата постигат безсмъртни тела, „Пхова тяло на дъга“ – което се постига от практикуващите Дзогчен на терма на Падмасамбхава. Техните последователи вярват, че Падмасамбхава и Мандарава все още са живи и дейни под формата на Пова Ченпо. Той и другата му главна съпруга Йеше Цогял, която е отговорна за скриването на безброй терма в Тибет по-късно постигат напълно просветление. Множество картини Тханка изобразяват Падмасамбхава между двете.
Славата му достига до Трисонг Децен (742 – 797), 38-и крал от династията Ярлунг и първи владетел на цял Тибет, чието кралство било нападнато от зловредни планински божества. Кралят кани Падмасамбхава в Тибет, където той използва тантричните си сили и подчинява всички зли божества, които среща по пътя си. Накрая той получава като дар любимата съпруга на краля Йеше Цогял. Всичко това било в съгласие с тантричните принципи да не се унищожават отрицателните сили, а да се превръщат в гориво за пътя към духовното пробуждане. Той основава първия в Тибет манастир Самйе и въвежда много ученици в пътя на Будистката Тантра.
Падмасамбхава има пет основни съпруги – тантрични партньорки, известни като петте дакини на мъдростта. В биографията му са описани като „петте жени, които имат достъп до сърцето на учителя“. Те практикували с него различни тантрични ритуали и превърнали демоните в защитници на Тибет. Те са: Мандарава от Захор – еманация на тялото на Ваджраварахи, Белонг Каласидхи от Североизточна Индия – еманация на качествата на Ваджраварахи, Белмо Сакя Деви от Непал – еманация на ума на Ваджраварахи, Йеше Цогял от Тибет – еманация на речта на Ваджраварахи и Мангала или Таши Кьерден от „Хималаите“ – еманация на активността на Ваджраварахи.
В Бутан името му се свързва с прочутия манастир Паро Такцанг или „Гнездото на Тигъра“, построен на стръмна скална стена на около 500 метра над долината Паро. Той е построен около пещерата „Такцанг Сенге Самдуб“, където се смята, че Падмасамбхава е медитирал. Казва се, че той долетял тук от Тибет на гърба на Йеше Цогял, която преди това превърнал в летяща тигрица. По-късно заминал за провинция Бумтанг за да покори могъщо божество, което безпокояло местния крал. Отпечатък от тялото на Падмасамбхава може да бъде открит върху стената на пещерата в близкия храм Курдже Лакханг.
Също така Падма Самбхава скрил голям брой духовни съкровища или Терми в Тибет и Хималайския регион, за да бъдат по-късно открити от Тертони или откривателите на духовните съкровища. Така например се смята, че Бардо Тьодол, популярна като Тибетската книга на мъртвите е терма, открита от тертона Карма Лингпа.
Впоследствие се оказва, че термите били единствения начин да се спаси приемствеността на Падмасамбхава, тъй като последвал период от около 250 години когато почти всичко било разрушено от шаманистите. Тантричните цикли свързани с Падмасамбхава се практикуват не само в Нингма, те дори дават издънки в Бон (старата религия на Тибет), които се появяват през 14 век като „новия Бон“. Изтъкнати представители на школите на Сарма (новите преводи) Кагю и Сакя практикуват и преподават тези цикли, а някои от най-великите тертони, разкриващи учения свързани с Падмасамбхава принадлежат на тези линии. Скритият зад двореца Потала езерен храм на Далай Ламите Лукханг е посветен на поученията от Дзогчен и има стенописи, показващи осемте проявления на Падмасамбхава. Падмасамбхава установява Ваджраяна будизма и най-високите форми на Дзогчен (Мегагде) в Тибет и преобразява облика на целия тибетски народ.
За тантричната практика в обединение на Падмасамбхава с принцеса Шакя Деви от Непал е казано: „В състояние на интензивно блаженство, Падмасамбхава и Шакядеви осъзнали безграничната реалност на Изначалния Буда Ум, Облагодетелстващия всички господар (Самантабхадра), чиято абсолютна любов е безпрепятственото динамо на съществуването. Преживявайки редуването на четирите стадия на блаженството, общото им състояние на осъзнаване се издига все по-високо и по-високо. И така, медитирайки върху Върховния Ваджрасатва Херука като на полупрозрачно изображение на състрадателно гневна (могъща) активност, те заедно постигат Махамудра на Божествеността и достигат пълно Велико Просветление.“

## Иконография
Катхвангата – е данда с три отрязани глави обозначава трите кая (трите тела на Буда: Дхармакая, Самбогакая и Нирманакая), коронясан с тришула и облечен с пояс от Хималайска дъга или Петте Чисти светлини на Махабхута e личен и съществен божествен атрибут на Падмасамбхава в неговото иконографско изобразяване. Този тип иконография се използва в различни тантрически цикли от йогите като символите в тях са със скрити значения в предаваните практики.
Джамянг Кхиенце Уангпо дава описание на иконографията на Падмасамхава така: „Двете му очи са широко отворени във втренчен поглед. Той носи върху тялото си бяла ваджра долна дреха и върху нея са слоеве: червена роба, тъмносиня мантраяна туника, червен монашески шал украсен с десен от златни цветя и кестеняво наметало от копринен брокат. Той има едно лице и две ръце. В своята дясна ръка, той държи пет-зъба ваджра до сърцето си; от лявата си страна, която почива в жест на духовно равновесие, той държи черепа-чаша в центъра на която е ваза на дълголетието пълна с нектара на безсмъртната мъдрост. Поставена до неговата дясна ръка е три-зъбата катхванга изобразяваща дъховната му съпруга Мандарава. Върху глава си той носи шапка-лотос с пет венчелистчета. Гневен и усмихнат, той свети величествено с големите и малките си отличителни черти.“
Патрул Ринпоче го описва така: „Със своята дясна ръка той държи пет-зъба ваджра до сърцето си. В лявата си ръка той държи череп-чаша препълнена с нектар, съдържаща вазата на дълголетието, която също е пълна с нектара на безсмъртната мъдрост и украсена отгоре с дървото, изпълняващо желания. Прегърнал в лявата си ръка, той държи три-зъба катхванга (тризъбец) изобразяващ духовната му съпруга – принцеса (Мандарава). Трите му върха изобразяват есенцията, природата и сътрадателната енергия (нгово, рангшийн и тукдже). Под тези три зъци има три отрязани глави: суха, сурова и гниеща, изобразяващи трите кая. Деветте железни пръстена са украсени със зъбци представляват деветте яна. Катхвангата е също така украсена с кичури коса от живи и мъртви мамо и дакини, като знак че Учителят ги е подчинил всички тях, когато е практикувал аскетизъм на Осемте Велики Земи на костите. Той носи върху глава си лотосова шапка и е облечен в копринен плащ, Дхарма роба и мантия. Двата му крака са заели кралска поза. Всичко около него е в мрежа от пет-цветна светлина, в която се появяват осемте видядхари на Индия, двадесет и петте ученика от Тибет, божествата на трите корена и океан от положилите клетва божества-защитници. Вашето видение трябва да е толкова ярко, че обикновеното ви възприятие автоматично да спре.“
Чокий Дракпа пише: "Неговото лице е бяло с червен оттенък и той има младолик вид на осем-годишно дете. Той е облечен в: тъмносиня мантия на мантра практикуващ, червен и жълт шал на монах, кестеняв кралски плащ, и червена роба на тайни бели орнаменти на бодхисатва. Той има едно лице и две ръце и е седнал в кралска поза. Той държи в дясната си ръка ваджра до сърцето си, а в лявата си ръка той държи чаша-череп, в центъра на която се намира вазата на безсмъртието пълна с нектара на безсмъртната мъдрост. Той носи върху главата си лотосова шапка с пет венчелистчета, която има три върха, изобразяващи трите кая; слънцето и луната изобразяват умелите средства и мъдрост, ваджрата в центъра изобразява непоклатимото самадхи, а перото от лешояд изобразява реализирането на най-висшия възглед. Той държи прегърнал в своята лява ръка „върховната духовна съпруга“ Мандарава, която се събужда от мъдростта на блаженството и пустотата, под формата на тризъбец катхванга. Трите зъбци изобразяват есенцията, природата и състрадателната енергия. Трите отрязани глави – суха, сурова и гниеща изобразяват Дхармакая, Самбхогакая и Нирманакая. Деветте железни пръстена изобразяват деветте яна, а пето-цветните шарки на коприната изобразяват петте мъдростти. Катхвангата съща така е украсена с кичури от коса от живи и мъртви мамо и дакини, като знак, че те са подчинени."

## Осем проявления
Казано е, че Падмасамбхава приема осем форми на проявление (Тиб. Гуре Тсен Гие), изобразяващи различните изражения на своето същество – гняв, умиротворение, и т.н.:. Според Ригпа Шедра през различните периоди на живота си Гуру Ринпоче приема осем различни форми.  Осемте проявления на Падмасамбхава принадлежат на традицията за Откриване на духовни съкровища (Тиб.: тер ма).
- Гуру Орджиен Дордже Чанг (Вили: гу ру У-ргиан рДо-рдже ‘чанг, Санскрит: Гуру Удияна Ваджрадхара) Държащият ваджра (Скт. Ваджрадхара), тъмносин на цвят с украшенията и атрибутите на Самбхогакая. Изобразен в съюз с духовната си съпруга.[14]

- Гуру Шакя Сенге (Вили: шАкиа сенг-ге, Скрт: Гуру Шакясимха) от Бодх Гая, Лъвът на Шаките, който изучава тантрическите практики на осемте Вадждрадхари. Той е изобразен като напълно ръкоположен будистки монах. [15]

- Гуру Пема Гялпо (Вили: Гу ру пад ма ргял-по, Скрт: Гуру Падмарджа) от Удияна, Принца-лотос, кралят на Трипитака (Трите ръкописни колекции). Той е показан като млад коронован крал или принц.[16]

- Гуру Пема Джунгне (Вили: пад ма ‘бюнг-гнас, Скрт: Гуру Падмакара) Появил се то лотоса, Спасителят, който преподава Дхарма на хората. Той е представен седнал върху лотос, облечен с три роби на монах, под които носи синя риза, панталони и тежки тибетски потуши, като защита срещу студа. Той държи ваджра скиптър на състрадателната любов в своята дясна ръка и йогическа купа-череп на чистата мъдрост от лявата си ръка. Той има специален тризъбец на странстващ йогин наречен кхатванга и носи на главата си Непалска корона от плат, оформена така, че да напомня лотосов цвят. Изобразен така както се е явил в Тибет.[17]

- Гуру Лоден Чогсе (Вили: гу ру бло лдан мчог сред; Скрт: Гуру Мативат Вараручи[18]) на Кашмир, интелигентният младеж, този, който събира знанието от всички светове. Той е показан в дрехи на принц, докато удря ръчен барабан и държи купа-череп.[19]

- Гуру Нийма Озер (Вили: гу ру ний-ма ‘од-зер, Скрт: Гуру Суриябхаса или Сурярасми[18]), Слънчевият Йогин, който осветява тъмнината на ума чрез прозрението на Дзогчен. Той е показан като гол йогин, облечен само с препаска и държащ Кхатванга, която сочи към слънцето. (Виж изображение+описание)

- Гуру Дордже Дроло, (Вили: гу ру рДо-рдже гро-лод, Скрт: Гуру Ваджра?) свирепото проявление на Ваджракилая (гневен аспект на Важрасатва) известно като „Диамантена същност“, утешител на всички, запечатвайки съкровищата на мъдростта в природните стихии.[20]

- Гуру Сенге Драдог (Вили: гу ру сенг-ге сгра-срогс, Скрт: Гуру Синханада[18]) от университета Наланда, Лъвът на дебата, разпространител на Дхарма на чувстващите същества в шестте сфери. Той е изобразен в много свирепа форма, тъмносин напомнящ могъщия бодхисатва Ваджрапани. Той държи в едната ръка скиптър-мълния и скорпион в другата.[21]

Многобройните имена на Падмасамбхава са съхранени в мантри например като тези намерени в Янг гсанг риг 'дзин иангс рдзогс кй блама гуру мтсан бргиад браг ду сгруб па йе шес бдуд ртси'и сбранг чар зе биа ба

## Мантрата Ваджра Гуру
Мантрата Ваджра Гуру (Падмасабмхава) е: Ом А Хум Важра Гуру Падма Сидхи Хум е почитана и поддържана от садхаките. Като повечето санскритски мантри в Тибет, тибетското изговаряне на тази мантра показва диалектна разновидност и в повечето случаи мантрата се произнася Oм A Хунг Бенза Гуру Пема Сидхи Хунг. Традиционно във Ваджраяна и по-специално в традицията Нингмапа се поддържа мнението, че това е силна мантра пораждаща духовна връзка на всички същества със Трите Ваджри на ума на Падмасабмхава и с неговата милост. Великият Учител в отговор на молба от страна на Йеше Цогиял обяснил значението на мантрата чрез по-дълбоки скрити значения. Съществува известен коментар към мантрата на тертона Карма Лингпа от 14 век.

## Седем редната молитва на Падмасамбхава
Седем редната молитва на Падмасамбхава (Хунг Орджиен Йул Нъб Чанг Тсам Пема Ге Сар Донг По Ла Йа Тсен Чог Ги Нго Друб Нйеи Пема Джънг Неи Цхеи Су Драг Кхор Ду Кхандро Манг По Кхор Кхйед Кйи Джеи Су Драг Друб Кйи Джин Гйи Лаб Чир Шег Су Сол Гуру Пема Сидхи Хунг, което означава Хунг в Северозападната страна Орджиен в поленовото сърце на лотос, притежавайки удивителни, върховни духовни знания, ти си известен като Роденият в Лотус, обграден от свита с множество дакини. Подражавайки на теб, аз практикувам. Моля те яви ми се, за да ме дариш с благодатта си.) е известна молитва, която всеки ден се рецитира от много тибетци и е казано, че съдържа най-свещените и важни учения от Дзогчен.
Джамгон Джу Мифам Гяцо съставя прочутия коментар към Седем Редната молитва наречен „Белият лотос“. Той обяснява значенията, които обхващат много нива и са предназначени да катализират процеса на духовна духовна реализация. Чрез изучаване и размисъл тези скрити учения са описани като узрели и задълбочени във времето. Тулку Тондруп казва:
Съхранявайки „Белият лотос“ като най-свещената молитва към Гуру Падмасамбхава се изяснява смисъла на нейните пет слоя както са разкрити от бележития учен Джу Мифам. Този коментар сега прави това съкровище достъпно като източник на благодат и обучение за всички хора, което е било пазено в тайна от великите Учители на Тибет поколения наред. 
 Също така съществува свободно достъпен кратък коментар от самия Тулку.
 Съществуват много други учения на Терма, а широко практикуваните тантрически цикли са обединени с текста под писмена форма както и като Терма Открития на Гуру. 

## Писменото житие на Гуру Ринпоче според Джамгон Конгтрул
Следващия текст е кратка история за живота на Гуру Ринпоче, споменат в текста като Падмакара, извлечен от Скъпоценната Гирлянда на Лапис Лазули" – колекция от житейски истории от 108 томната Терма написана от Джамгон Конгтрул Първи и открита в Първи том на Съкровищница от Скъпоценните Терми, наречена Ринчен Тердзод. Ринчен Тердзод е високо почитана и широко практикувана поредица от исторически Садхана и Терма практикувани цикли и коментари, която беше представена от основателите на Движението Риме и беше съставена основно от Конгтрул:
"Падмакара е оказал влияние на безброй същества чрез Ваджраяна ученията и по-специално чрез активността на най-дълбоките терма съкровища. Този велик учител не бил обикновен човек по духовната пътека или просто благородно същество като един от бодхисатва бхумите, а еманация едновременно на Буда Амитаба и Шакямуни, който се явява, за да укроти човешките същества и духове трудно променящи се. Даже великите бодхисатви не са в състояние напълно да обяснят неговият живот, като пример, но в писмена форма аз ще го опиша по този начин:
В сферата на Дхармакая (бел. прев. изговаря се Дармакая) на Светлата ваджра есенция от самото начало той по природа е усвоил съвършено просветление, тъй както освободената земя на изначалната свобода. Той е почитан като оригинален защитник на име Непроменяща се светлина.
В самопоявилата се сфера на Самбхогакая (бел. прев. изговаря се Самбогакая) на Гърмът на барабана на съвършенството, той се явява спонтанно като безгранична мъдрост облечена в Петте Буда семейства от Необятния Буда океан владеейки Петте неминуемости.
Като външен израз на тази самопоявила се проява в безброй гледки от телесни форми в буда-сферите на Петте семейства, състоящи се от полупроявените природни сфери на Махабрахма в Нирманакая, той се появява на всички бодхисатви на десетте бхуми. Оттогава всички те са брегове от облаци на проявата на мъдростта на Гуру Ринпоче-„неизчерпаемото украсено колело“, а той става познат като „Вседържащият Лотоса“
Чрез силата на проявата на тази мъдрост той се появява в безброй светове на десетте посоки като магично видение от Нирманакаи, който укротява съществата. Преподава се, че в този случай само в тази Саха световна система той озарява петдесет светове с Лампата на ученията на Сутра и Тантра явявайки се в осемте прояви, за да укроти съществата в различните части на света.
Дакини Йеше Цогял имала видение в което видяла проявление на Гуру Ринпоче наречено Огромен Ваджра Океан в посока на изток. Всяка от порите на неговото тяло съдържала един милиард сфери и във всяка сфера имало един милиард системи светове. Във всяка от тези системи имало един милиард Гуру Ринпоче, като всеки от тях създал един милиард еманации. Всяка от тези еманации осъществявала подчиняването на един милиард ученици. Тогава тя видяла същата проява във всяка от другите посоки и в центъра. В този свят на Джамбудвипа, Гуру Ринпоче е познат само като Нирманакая, която подчинява съществата, но според различните възможности и дарби на хората, той ги възприема по различни начини.
Историята на Устното предаване на учението Килая и повечето индийски източници обясняват, че той е бил роден като син на министъра или краля в Удияна. Докато в терма съкповищата е записано в по-голямата си част, че той бил бил роден по чудо. В някои тесктове се казва, че той се появява от гръм на светкавица на върха на планината Малая. Всяка от тези чудновати истории се различава по много начини. Това наистина е тема, която се крие далеч извън обсега на интелекта на един обикновен човек.
Аз сега ще огранича обяснението само до просто начало – животът на Гуру Ринпоче съгласно чудодейното му раждане както се появавя в терма ученията:
В земята на Удияна, намираща се на запад от Бодхагая имало остров в чието голямо езеро се появило многоцветен лотос чрез благословиите на всички буди. Буда Амитаба изпратил от освоя сърдечен център златна ваджра белязана със сричката ХРИ върху пъпката на този лотосов цвят, която като по чудо се превърнала в малко осемгодишно дете, държащо ваджра и лотос и украсено с големи и малки отличителни белези. Детето останало там преподавайки мъдрата Дхарма на девите и дакините на острова.
По това време Индрабодхи, който бил кралят на държавата нямал синове. Той вече изпразнил хазната си правейки дарове към Трите скъпоценности и давайки милостиня на бедните. Като крайно средство, за да намери скъпоценност изпълняваща желания той предприел пътуване със своя министър Кришнадхара към голямото езеро. При завръщането си пръв Кришнадхара и по-късно цар Индрабодхи срещнали чудотворното дете. Царят го сметнал като отговор на неговите молитвите за син и го завел в двореца, където той получил името Падмакара, Роденият в Лотус. После помолили Падмакара да седне на трон, направен от скъпоценни камъни и да раздаде щедро дарове на всички присъстващи.
Принцът пораснал, носейки на безброй същества съзряване чрез своите младежки спортове и игри. Той се оженил за Прадхадхари и управлявал цаството Удияна според Дхарма. Потова време той разбрал, че няма да може облагодетелства другите същества управлявайки страната, за това помолил Индрабодхи за разрешение да напусне, което му било отказано. След това в акт на игра той се престорил, че тризъбецът му се изплъзва от ръката. Тризъбецът пада и убива сина на един от министрите. Тогава той е осъден да бъде изхвърлен в гробище. Той останал в Хладната Горичка, Радостната Гора и Сосалинг-гробището, очарован във воденето на йогически дисциплини. През това време той получава упълномощаване и благословии от две дакини: Усмирителката на Мара и Продължителката на Щастието. Когато събира всички дакини на гробището под негова команда, той става известен като Шантаракшита.
Падмакара се върнал в царството Удияна, на островът в езерото Данакоша, където той практикувал Свещена мантра и символичния език на дакините, благодарение на което той пренесъл дакините на острова под своя заповед. Той тогава започнал да практикува в Каменистата гора и бил благословен от видение на Ваджра Йогини. Той обвързал под клетва всички наги на езерата, както и планетните духове и бил награден със свръхестествените сили на всички даки и дакини. Така той станал известен като Дордже Дракпо Тсал, Гневната Ваджра Сила.
После той отпътувал към Ваджра Трона в Бодхагая, където той показал много чудеса. Хората го питали кой е, а когато отвръщал, че е самопоявил се Буда те не вярвали, но вместо това го обиждали. Виждайки многобройните причини, за да има учитель той заминава за Захор, където получава ръкополагане от Прибхахасти и му е дадено името Шакя Сенге [Лъвът на Шикиите]. Той получава учението Йога Тантра осемнадесет пъти и получава видения на божества. След това той отива при жената-учител Кунгамо, която е Дакинята на мъдростта Гухя Джнана появила се във формата на монахиня. Той моли за духовно овластяване и тя го променя в сричката ХУНГ, която тя после гълта и излъчва чрез нейният лотос. Вътре в тялото ѝ той бива посветен напълно на външното, вътрешно и тайно овластяване и е пречистен от трите затъмнения.
По-късно той среща Осемте Носители на знанието и получава учението за Осемте Садхана секции. Той получава Вълшебната Нишка от големия учител Буда Гухя и Дзогчен от Шри Сингха. Така, той изучил и получил всички сутри, тантри и науки от безброй учени и реализирани учители от Индия. Той дори става адепт чрез изучаването на даден предмет само веднъж и получава видения на всички божества даже без да го практикува. По това време той става известен като Лоден Чогсей и разгъва начина на усъвършенстване на видядхара равнището на съзряване.
Тогава той заминава за страната Захор, където силно привлича към себе си Мандарава, обучена дакини, която е дъщерята на крал Вихардхара (бел. изговаря се Вихарадара). Взема я като подкрепа за своята садхана практика, те упражнявали практиката в продължение на три месеца в пещерата Маратика. След това им се явил лично Буда Амитаюс, който им дарил овластяване и ги благословил да бъдат неразделни от него. Дадени им били един милион тантри на дълголетието и те завършили видядхара нивото на овладяване на живота.
Пастигайки ваджра тяло отвъд живота и смъртта, те се връщат обратно да обучават в кралството на страната Захор. Докато просели за милост, те били арестувани от краля и неговите министри и изгорени живи. Учителят и неговата съпруга вдъхнали вяра чрез показването на чудото на пръвръщането на кладата в хладно езеро в центъра на което те стоели в лотосово цвете. Те станали причина всички хора да приемат практикуването на Дхарма и ги въвели в състояние извън връщането им в самсара.
След това Падмакара се завърнал обърщайки се към хората от Удияна. Докато просел милостиня, той бил разпознат и изгорен върху огромна клада от сандалово дърво. Учителят и неговата съпруга отново се появили незасегнати върху лотосово цвете в центъра на езеро, облечени в броеници от черепи, за да символизират освобождението на всички същества от самсара. Заради появяването на това чудо тогава той станал известен като Падма Тотренг Цал, което в превод значи Могъщият лотос на гирляндата от черепи.
Той останал в Удияна в продължение на 13 години като учител на краля и установил цялото кралство в практикуването на Дхарма. През това време той дал посвещение и учения върху Дхарма Океана Въплъщаващ Всички Учения (Каду Чокий Гямтсо), чрез които кралят и кралицата както и предопределените постигнали върховно видядхара ниво. Тогава той става известен като Падма Раджа или Краля лотос.
Според сутрата на Магическото възприятие, Падмакара се превърнал монаха Уангпо Дей, за да промени религиозните вярвания на крал Ашока. Създавайки непоклатима вяра в крал Ашока, една нощ той създал един милион ступи в този свят, които съдържат в себе си мощите на Татхагата. Освен това той подчинил някои небудистки учители и бил отровен от някакъв краля, но останал незасегнат. А когато бил хвърлен в реката, той направил реката да тече нагоре и започнал да танцува във въздуха. С това той става известен като Мощния Млад Гаруда.
Освен това, Падмакара проявява и под формата на Ачария Падмаваджра, учителят който открива Хеваджра тантра. Проявява се и като Сараха, Домби Херука, Варупа, Калачария и още много други сидхи. Той практикува медитация във великите гробищни земи, където обучава дакините на неговата Тайна мантра. Той подчинява външни и вътрешни небесни духове и ги кръщава: защитници на Дхарма учението. През това време той става известен като Нийма Озер [Скт. Шуряпрабха].
Когато петстотин учители небудисти решили да победят Дхарма учението на дебат в Бодхагая, Падмакара решава да ги предизвика и ги побеждава. Някои от учителите небудисти прибегнали до зли заклинания, но Падмакара разпръзква заклинанията чрез гневна мантра дадена му от дакини „Укротителят на Мара“. Останалите учители небудисти приели будизма и тогава знамето на Дхарма се издигнало високо в небесата. По това време Падмасамбхава, става известен като Сенге Драдрок (бел.пр. Рева на лъва). До този момент Гуру Ринпоче изчерпал трите замърсявания и бил на най-високото ниво на видядхара. Видядхара е етап, при който човек овлядява до съвършенство своя божествен път.
Приближавайки към пещерата Янглешо, намираща се между Индия и Непал Падмакара среща Шакя Деви, дъщеря на непалския крал, която Гуру Ринпоче приема като своя садхана опора и съпруга. Докато Падмакара практикувал Вишудха Херука три силни духа създали пречки, които прекратили дъждовете в района за три години причинявайки зарази и глад. Тогава Падмакара изпратил вестоносци до Индия, питайки своите учители за учение, което да може да противодейства на тези пречки. Двама мъже се върнали от Индия носещи Килая ръкописи, а пречките спонтанно били премахнати в същия миг, когато те пристигнали с ръкописите в Непал. Тогава Падмакара и неговата съпруга постигнали върховно сидхи ниво и останали на видядхара ниво на махамудра.
Гуру Ринпоче разбрал, че практиката Вишудха Херука носи голяма реализация. Но практиката прилича по-скоро на пътуващ търговец, който среща по пътя си много мъчнотии, където Килая е като крайно необходим придружител. Поради това съвпадение Гуру Ринпоче композира много садхани, комбиниращи двете херуки. На това място той обвързва под клетва небесните защитници на Ваджра Килая.
Падмакара посетил и други древни царства, където преподавал Дхарма: Хурмудзу вблизост до Уддияна, Шикоджхара, Дхармакоша, Ругма, Тиратухи, Канча както и много други. Не се знае със сигурност кога е посетил земята на Дродинг, но там той дава тантрическите учения, който той дава там на хеваджра, Гухячандра, Вишудха, Хаягрива, Килая и Мамо са все още продължени.
Обикновено се счита, че Падмакара е живял в Индия в продължение на 3600 години, облагодетелствайки будистките учения и съзнателните същества. Но изглежда, че учените хора приемат, че е живял наполовина на тези години и само едно поколение.
За да приспособи хората в Монголия и Индия Падмакара се ражда след смъртта си под формата на крал Нгонше Чен и йогата Тобден. Нещо повече, той се появява в страната Шангшуг като чудодейно се ражда като дете на име Тави Хрича, което предава инструкциите на слушащата линия Дзогчен и води много достойни учиници до постигането на тяло-дъга.
Така активността на Падмакара да води хората по пътя на освобождението чрез появяването си на различни места, в различни форми, говорещ различни езици е наистина неизмерима.
Сега аз ще опиша как Падмакара пристига в земята на Тибет: Когато крал Трисонг Децен, еманация на Манджушри, бил на двадесет години той оформил в себе си силен стремеж за разпространение на свещените учения на Дхарма. Тогава той поканил Кхенпо, бодхисатва от Индия, който преподал учението за зависимия произход и десетте благородни действия. Година по-късно била поставена основата на голям храм, но духовете на Тибет създали препятствия и предотвратили строежа на сградата. Според предсказанието на Кхенпо, кралят изпратил пет бегачи да поканят великия учител Падмакара да дойде. Предвиждайки това, Падмакара вече бил отишъл за Маг-Юл намиращ се между Непал и Тибет. По пътя към Централен Тибет, той се срещнал с Нгари, Цанг и Докхам и чудодейно посетил всички райони, където вързал под клетва (Самая) 12-те Тенма богини, 13-те Гулха и 21 Гениен, както и много други силни духове.
В гората Тамариск и червената скала той срещнал краля на Тибет, от където той отишъл към върха на Хепори, за да подчини боговете и демоните под негова команда. Той поставил основата на храма Самие като го видял в завършен вид, наемайки на работа боговете и демоните, които по-рано спираха строежа на сградата. За пет години работата по храмовият комплекс на Славния Самие, Непроменящият и Спонтанно Осъществен храм, включващ трите храма на кралиците, които били построени сходни на планината Шумеру, обградена от четири континента, осем подконтинента, слънце и луна, и обградена от стена железни планини била завършена. По време на церемонията по освещаването на сградата пет чудни знаци се явили. Тогава кралят поискал да преведе ръкописите и въвел Дхарма учението, така че много интелигентни тибетски момчета да го изучат, за да станат преводачи. Канейки други преводачи на Трипитака от Индия, той трябвало да нареди ръкополагането от Кхенпо на първите седем монаси и постепенното установяване на ръкоположената сангха. Бодхисатва Кхенпо и Падмакара, и други пандити заедно с Вайрочана, Кава Палтсег и Чог-ро Луи Гялтсен, както и други преводачи тогава представили на тибетски език всички съществуващи будистки ръкописи на Сутра и Тантра, а също и по-голямата част от коментарите, които ги обясняват.
Вайрочана и Нимкхай Нийнгпо били изпратени в Индия, където Вайрочана учил Дзогчен от Шри Сингха докато Нимкхай Нийнгпо получил ученията на Вишудха Херука от великия учител Хунгакара. Те и двамата постигнали реализация и разпространили тези учения в Тибет. Тогава крал Трисонг Децен помолил за овластяване и инструкции от Падмакара. В Чипху, отчелническата хижа над Самие, великият учител разкрил Мандалата на Деветте Херука Садхани, в която той посветил девет главни ученика включително и краля. Всеки един от тях бил натоварен с различен вид учение и всичките девет постигнали сиддхи чрез практикуване на съответното им дадено учение.
Падмакара дал безброй други дълбоки и изключителни учения, свързани с Трите вътрешни тантри на много предопределени ученици оглавявани от краля на Тибет, кралските синове и 25-тте ученика в Лходрак, Тидро и много други места.
Гуру Ринпоче живее в Тибет 55 години и шест месеца; 48 години докато бил жив краля и седем години след това. Падмакара пристига в Тибет, когато кралят бил само на 21 години (810 г.). Кралят умира на 69-годишна възраст. Падмакара след това останал няколко години преди да напусне земята на ракшите.
Падмакара посетил лично 20 планини в Нигри, 21 места за практика в Централен Тибет и Цанг, 25 свещени места в Докхам, три скрити долини, както и безброй други места всяко от които той благословил като свещено място за духовна практика. Знаейки, че наследникът на краля по-късно ще се опита да унищожи будизма в Тибет, Падмакара направил много предсказания.
Съветвайки се с краля и най-близките си ученици, Падмакара скрил безброй терма учения начело с Деветте лични съкровища на краля, Петте велики съкровища на Ума и 25 Съкровища на мъдростта. Причината за скриването на тези терми била от предпазването на ученията на Тайната Мантра да не бъдат разрушени, да се избегне [...] изопачаването на ученията във Ваджраяна и ограничаването им от интелектуалци, така че да се запазят благословиите в теримите за благото на бъдещите ученици. За всяко едно от тези съкровища Падмакара предсказал времето на намиране му, човека който ще го открие и предопределените получатели, които ще поддържат ученията в термите.
Гуру Ринпоче се явява и в ужасяваща гневна форма на луда мъдрост в тринадесет места наречени „Гнездото на Тигъра“ като привързва всички небесни духове под клетва да служат на Дхарма и им възлага да пазят терма съкровищата. По това време той е наречен Дордже Дроло.
Падмакара, за да вдъхнови вяра у бъдещите поколения оставил отпечатък от тялото си в Бумтанг, отпечатък от ръцете си в Намцо Чугмо и отпечатък от краката си в Паро Дракар както и на многобройни други места, където той е практикувал духовност. След смъртта на крал Трисонг Децен, Падмакара поставил на трона Мутиг Ценпо. След това „Скъпоценният Учител“ представя проникновените учения на втория принц Гялце Лхадже като дава на принца пророчество, според което Гялце Хадже ще помогне в бъдещите си тринадесет животи на много съзнателни същества като откривател на скритите съкровища.
Невъзможнжо е да се преброят точно колко много ученици в Тибет са получили лично овластяване от Падмакара, но най-известните от тях са 25 основни ученици, междинните 25, както и по-късните 17 и 21 ученици. От неговите ученици тяло на дъгата постигат – 80 ученици в Йерпа, 108 медитатори в Чивори, 30 тантрики в Янгдзонг и 55 осъществени ученици в Шелдраг. Ученичките на Падмакара са 25 дакини и седем йогини. Много от тези най-близки ученици са със съществуващи кръвни линии.
Когато решил да напусне земите на ракшите на югозапад, кралят, министрите и всички ученици се опитали да разубедят Падмакара от отпътуването, но без резултат. Той дал на всеки от тях обширни съвети и учения след което преминал през Гунгтанг, яздейки кон или лъв, обграден от безброй божествени същества, които му правели дарове. На върха на Славната Медно-цветна планина, намираща се върху континента Чамбара Гуру Ринпоче освободил духовно краля на ракшите Ракша Тотренг и приел неговата форма. След това Падмакара чудодейно създал красив дворец от Лотусова Светлина украсен с невъобразими декорации като той излъчил копие на себе си върху всеки от околните девет острова, където те и сега живеят като крале, които учат на деветте херука садхани.
Сега Падмакара живее на видядхара нивото на спонтанното присъствие във формата на регент на Ваджрадхара, непоклатим дълго колкото е съществуването на самсара. Изпълнен със състрадание той изпраща еманации, за да облагодетелства съществата. В бъдеще време дори и след загиването на виная ученията той ще се появи сред тантрическите практикуващи. В бъдеще ще има още много предопределени ученици, които ще постигнат тяло на дъгата. В бъдещето, когато на този свят се появи Буда Майтрея, Падмакара ще се прероди като Дрова Кундул и ще разпространи ученията на Тайнтата Мантра сред обикновените хора."
Съществуват много биографии на Падмасамбхава в различни тибетски текстове.

## Двадесет и шест основни ученика
Двадесет и шестимата основни ученици на Падмасамбхава (тибетски: རྗེ་འབངས་ཉེར་ལྔ) се наричат още „Учениците на Чимпу“, които са:
- Дхарма краля Трисонг Децен
- Йеше Цогял
- Пагор Лочен Вайрочана
- Сангие Йеше
- Гялва Чоянг
- Намкхай Нйингпо
- Нгаг Йеше Цхону (Джнанакамура)
- Дрок Палгий Йеше
- Ланг Палгий Сенге
- Дордже Дуджом
- Йеше Янг
- Согпо Лхапал
- Йеше Де
- Кхарчен Палгий Вангчук
- Данма Цеманг
- Лочен Кава Палцег
- Шудбу Палгий Сенге
- Гялвей Лодрьо
- Кхие` у Чунг Лоцава
- Тенпа Намкха
- Одран Палгий Вангчук
- Ринчен Чок
- Лхалунг Палгий Дордже
- Кончок Джунгне
- Гялва Чангчуб